# Башкин, Вячеслав Антонович
Вячеслав Антонович Башкин (род. 4 сентября 1932) — российский учёный в области аэродинамики, доктор физико-математических наук, профессор, заслуженный деятель науки РФ (16.11.1998).

## Биография

### Ранние годы
Родился 04.09.1932. Окончил МФТИ по специальности «аэродинамика» (1956).

### Научная работа
Работал в ЦАГИ, начальник отдела и сектора НИО-8.
По совместительству — профессор кафедры «Теоретическая и прикладная аэрогидромеханика» (ТиПА) МФТИ.
Сферы научных интересов (в хронологической последовательности):
- экспериментальные и теоретические исследования аэродинамических характеристик осесимметрических нерегулируемых и регулируемых сверхзвуковых воздухозаборников;
- исследование ламинарного пограничного слоя на плоских и осесимметрических телах при сверхзвуковых скоростях
- разработка методов численного и аналитического исследования уравнений пространственного пограничного слоя и получении систематического расчетного материала для тел разной температуры (премия им. Н. Е. Жуковского, 1977 г.).
- изучение структуры поля течения и особенностей теплообмена в двухмерных сверхзвуковых потоках при наличии замкнутых отрывных зон на основе уравнений Навье — Стокса и Рейнольдса применительно к задачам внешней и внутренней аэродинамики.
- динамика вязкой жидкости.

## Награды и звания
- Заслуженный деятель науки Российской Федерации (1998)[3]
- Лауреат премии имени Н. Е. Жуковского (1977)